# Percis
Percis és un gènere de peixos pertanyent a la família dels agònids.

## Taxonomia
- Percis japonica (Pallas, 1769)[2]
- Percis matsuii (Matsubara, 1936)[3][4][5][6][7][8][9]